# Mistrzostwa Świata w Lekkoatletyce 1995 – sztafeta 4 × 400 m mężczyzn
Sztafeta 4 × 400 m mężczyzn – jedna z konkurencji rozgrywanych podczas mistrzostw świata w lekkoatletyce w 1995. Eliminacje odbyły się 12 sierpnia, finał zaś został rozegrany 13 sierpnia.
Udział w tej konkurencji brały ekipy reprezentujące 20 państw (startować mieli też sprinterzy reprezentujący Trynidad i Tobago, ale ostatecznie zespół nie został skompletowany). Zawody te wygrała reprezentacja Stanów Zjednoczonych, drugą pozycję zajęli zawodnicy z Jamajki, trzecią zaś reprezentanci Nigerii.

## Wyniki

### Eliminacje
Bieg 1
| Miejsce | Zawodnicy                                                        | Państwo           | Wynik     |
| ------- | ---------------------------------------------------------------- | ----------------- | --------- |
| 1.      | Marlon Ramsey Derek Mills Kevin Lyles Darnell Hall               | Stany Zjednoczone | 2:58,23   |
| 2.      | Michael McDonald Davian Clarke Dennis Blake Danny McFarlane      | Jamajka           | 2:58,29 · |
| 3.      | Uwe Jahn Karsten Just Kai Karsten Rico Lieder                    | Niemcy            | 3:00,25   |
| 4.      | Shunji Karube Yoshihiko Saitō Kazuhiko Yamazaki Masayoshi Kan    | Japonia           | 3:01,46   |
| 5.      | Marco Vaccari Laurent Ottoz Alessandro Aimar Andrea Nuti         | Włochy            | 3:02,01   |
| 6.      | Troy McIntosh Dennis Darling Timothy Munnings Carl Oliver        | Bahamy            | 3:02,85   |
| 7.      | Alejandro Cárdenas Juan Vallin Alberto Araujo Raymundo Escalante | Meksyk            | 3:07,22   |

Bieg 2
| Miejsce | Zawodnicy                                                                       | Państwo          | Wynik   |
| ------- | ------------------------------------------------------------------------------- | ---------------- | ------- |
| 1.      | Samson Kitur Abednego Matilu Julius Chepkwony Charles Gitonga                   | Kenia            | 3:00,81 |
| 2.      | Iván García Jorge Crusellas Omar Mena Norberto Téllez                           | Kuba             | 3:01,82 |
| 3.      | Rohan Robinson Michael Joubert Mark Ladbrook Paul Greene                        | Australia        | 3:03,07 |
| 4.      | Laurent Clerc Kevin Widmer Alain Rohr Mathias Rusterholz                        | Szwajcaria       | 3:03,91 |
| 5.      | Moustapha Diarra Ibrahima Wade Ibou Faye Hachim Ndiaye                          | Senegal          | 3:05,15 |
| 6.      | Jacques Farraudiere Pierre-Marie Hilaire Marc Foucan Jean-Louis Rapnouil        | Francja          | 3:09,46 |
| –       | Salah Al-Nassri Mohamed Hamed Al-Bishi Hashim Al-Sharfa Hadi Soua’an Al-Somaily | Arabia Saudyjska | DNF     |

Bieg 3
| Miejsce | Zawodnicy                                                             | Państwo           | Wynik   |
| ------- | --------------------------------------------------------------------- | ----------------- | ------- |
| 1.      | Udeme Ekpeyong Jude Monye Kunle Adejuyigbe Sunday Bada                | Nigeria           | 3:01,09 |
| 2.      | David McKenzie Adrian Patrick Mark Hylton Mark Richardson             | Wielka Brytania   | 3:01,22 |
| 3.      | Piotr Rysiukiewicz Paweł Januszewski Robert Maćkowiak Tomasz Jędrusik | Polska            | 3:01,38 |
| 4.      | Hermanus de Jager Arnaud Malherbe Riaan Dempers Bobang Phiri          | Południowa Afryka | 3:01,51 |
| 5.      | Arnold Payne Savieri Ngidhi Tawanda Chiwira Ken Harnden               | Zimbabwe          | 3:04,86 |
| 6.      | Callum Taylor Nick Cowan Mark Wilson Robert Hanna                     | Nowa Zelandia     | 3:06,39 |

### Finał
| Miejsce | Zawodnicy                                                             | Państwo           | Wynik   |
| ------- | --------------------------------------------------------------------- | ----------------- | ------- |
| 01 !    | Marlon Ramsey Derek Mills Butch Reynolds Michael Johnson              | Stany Zjednoczone | 2:57,32 |
| 02 !    | Michael McDonald Davian Clarke Danny McFarlane Gregory Haughton       | Jamajka           | 2:59,88 |
| 03 !    | Udeme Ekpeyong Kunle Adejuyigbe Jude Monye Sunday Bada                | Nigeria           | 3:03,18 |
| 4.      | David McKenzie Mark Hylton Adrian Patrick Roger Black                 | Wielka Brytania   | 3:03,75 |
| 5.      | Piotr Rysiukiewicz Paweł Januszewski Robert Maćkowiak Tomasz Jędrusik | Polska            | 3:03,84 |
| 6.      | José Pérez Jorge Crusellas Omar Mena Norberto Téllez                  | Kuba              | 3:07,65 |
| –       | Uwe Jahn Karsten Just Kai Karsten Rico Lieder                         | Niemcy            | DSQ     |
| –       | Samson Kitur Julius Chepkwony Kennedy Ochieng Charles Gitonga         | Kenia             | DNS     |